# گلوریا هولدن
گلوریا هولدن (انگلیسی: Gloria Holden؛ ۵ سپتامبر ۱۹۰۳ – ۲۲ مارس ۱۹۹۱) یک هنرپیشه اهل بریتانیا بود.
از فیلم‌ها یا برنامه‌های تلویزیونی که وی در آن نقش داشته است می‌توان به شهر داج اشاره کرد.